# Hirschberger Tor
Das Hirschberger Tor ist ein Baudenkmal in Arnsberg. Erbaut 1753 war es ursprünglich die Toranlage des Schlosses Hirschberg. Zum Erhalt als Denkmal wurde es dort abgebrochen und in Arnsberg wieder aufgebaut. Es ist Teil des Denkmalbereichs Kloster Wedinghausen.

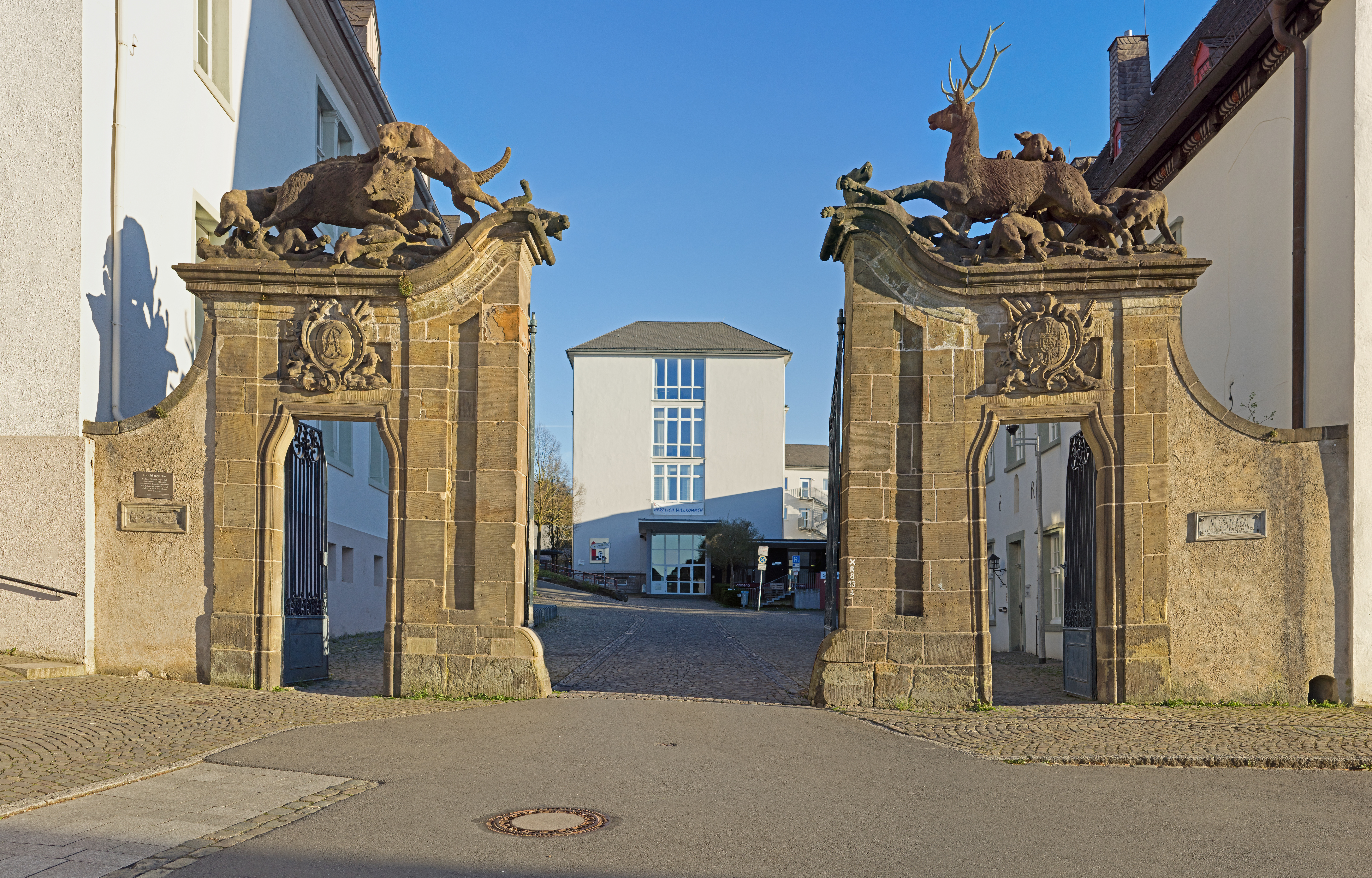
Gesamtansicht von Norden mit Blick zum Gymnasium Laurentianum Arnsberg

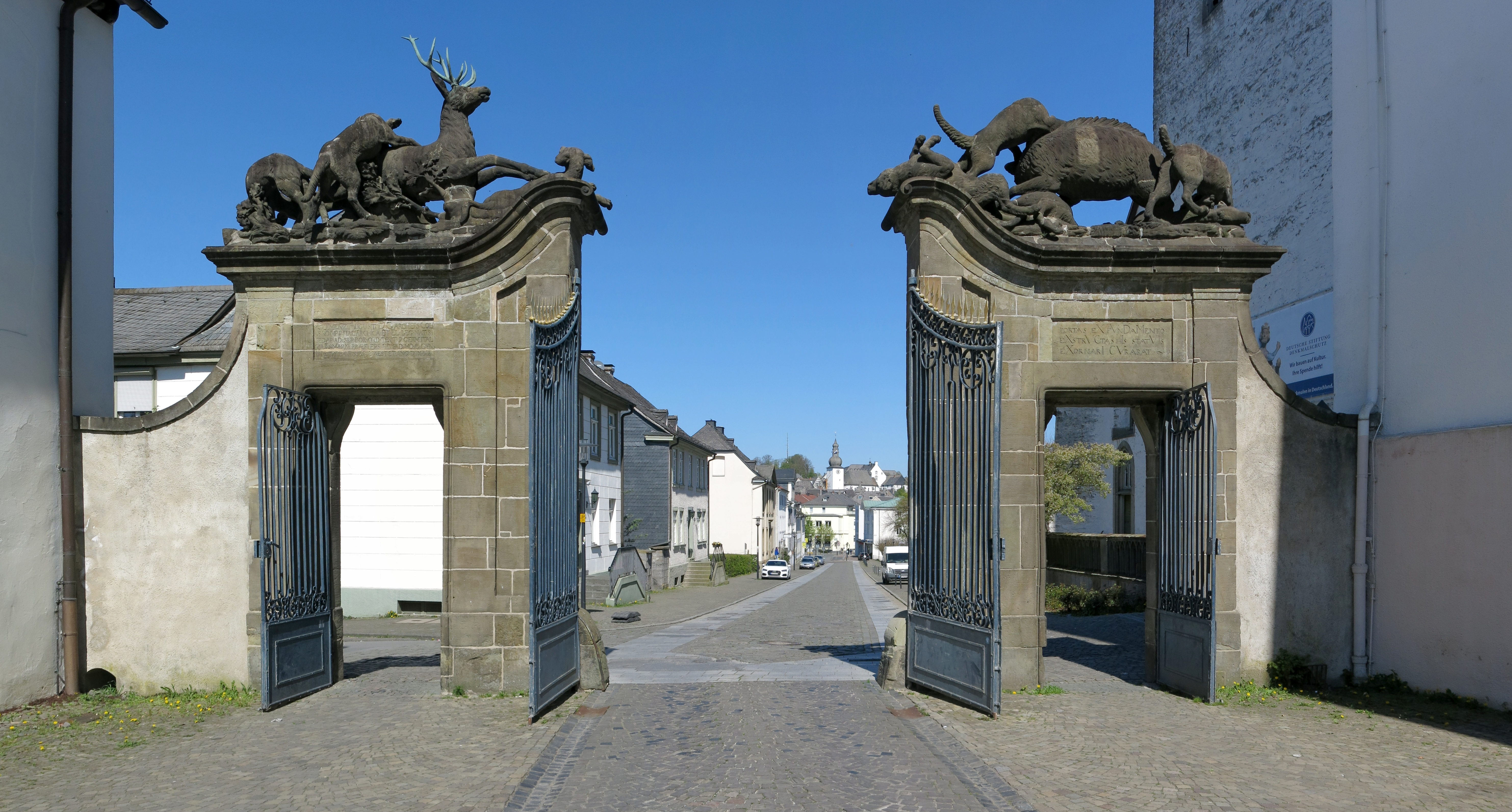
Gesamtansicht von Süden mit Blick auf Klassizismusviertel und Altstadt

## Entstehung und Baubeschreibung

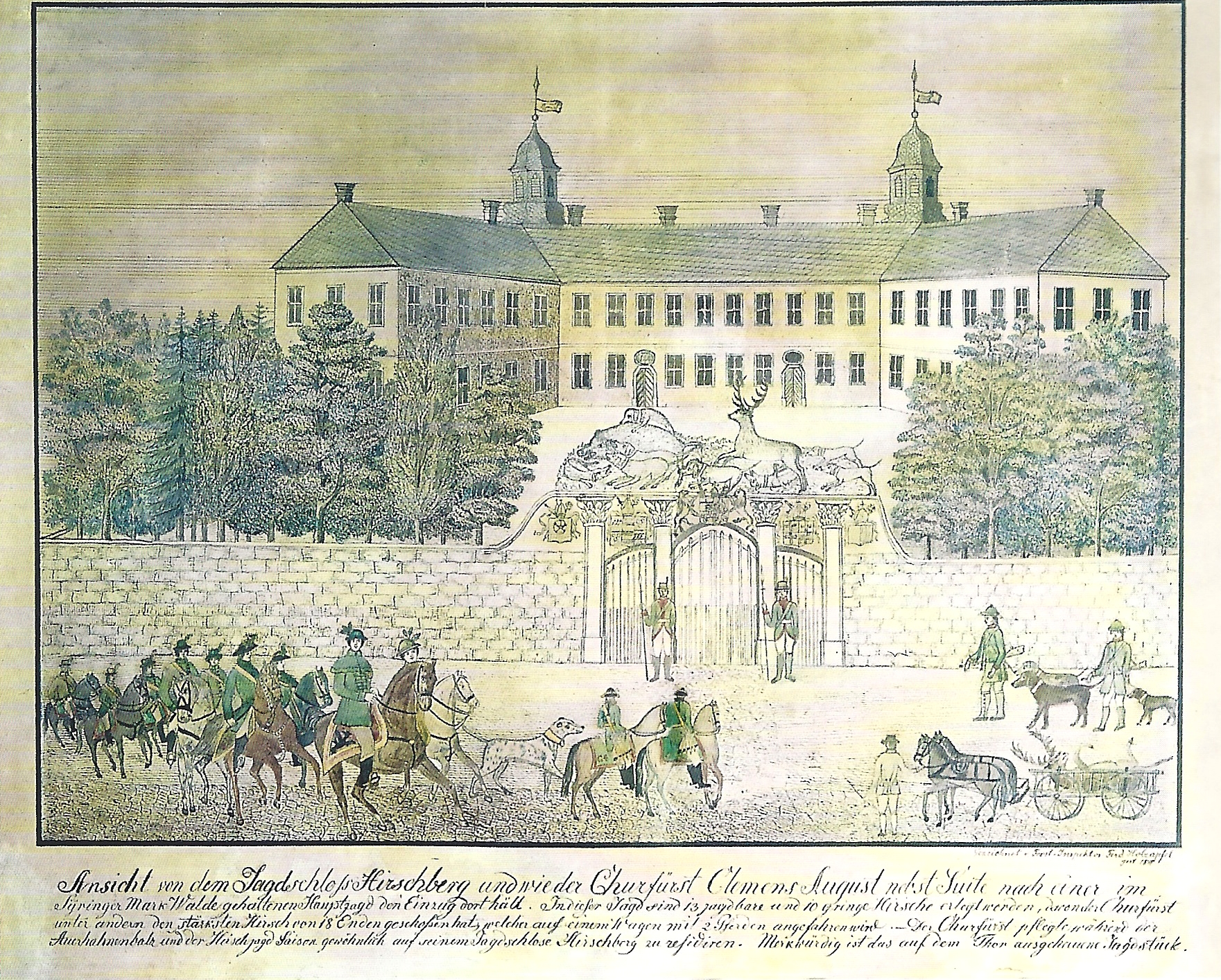
Ursprungssituation am Hirschberger Schloss

Kurfürst Clemens August von Bayern ließ das Hirschberger Schloss zu einem repräsentativen Jagdschloss ausbauen. Dazu gehörte auch das Tor. Der Entwurf dazu geht auf Johann Conrad Schlaun zurück.
Die dreiteilige Toranlage besteht aus einem breiteren mittleren Tor und zwei kleinen Durchgängen. Die Bedeckung der Seitentore ragt über dem offenen Mitteltor etwas über und deuten so einen bogenförmigen Abschluss an. Das Tor wird gekrönt von der Darstellung einer Parforcejagd des Künstlers Johann Christoph Manskirch. Auf dem linken Torflügel ist ein von Jagdhunden gestellter Rothirsch zu sehen, der sich aufbäumt und die Meute abzuschütteln versucht. Rechts ist ein Keiler im Todeskampf bei der Abwehr von Hunden zu sehen. Am linken Flügel befinden sich die Initialen CA für Clemens August. Auf dem rechten Flügel ist sein Wappen abgebildet.
Auf der Rückseite findet sich eine Tafel mit einer lateinischen Inschrift: 

CLEMENZ: AUGUST: D(ei): G(ratia): ARCHIEP(iscopu)S : COL (oniensis) : S(acri) : R(omani) : IMP(erii) : P(er) : ITAL(iam) : ARCHICA(ncellarius) : ET : EL(ector) : LEG(atus) : NAT(us) : S(anctae): SED(is) : AP(ostolicae) : AD(ministrator) : SUP(remus) : BOR(ussiae) : ORD(inis) : TEUT(onici) : P(er) : Germ(aniam) : ITAL(iam) TRA(n)SMARI(num)Q(ue) : PRAEF(ectus) : EP(iscopu)S : HIL(desheimensis) : UTRIUSQ(ue) : BAVA(riae) : SUP(erioris) PAL(atinatus) : WEST(phaliae) : ET : ANG(ariae) : DUX : ETC : ETC: 

rechts die Inschrift:

PORTAS EX FUNDAMENTO EXSTRUCTAS HIS STATUIS EXORNARI CURABAT
Übersetzt: Klemens August, von Gottes Gnaden Erzbischof von Köln, des hl. römischen Reiches durch Italien Erzkanzler und Kurfürst, geborener Legat des hl. apostolischen Stuhles, Hochmeister von Preußen, Meister des deutschen Ordens in Deutschland, Italien und den überseeischen Gebieten, Bischof von Hildesheim, Paderborn, Münster und Osnabrück, Herzog in beiden Bayern, in der Oberpfalz, in Westfalen und Engern etc., rechts die Inschrift: ließ das von Grund aus neugebaute Thor mit diesen Statuen schmücken.

## Weitere Geschichte

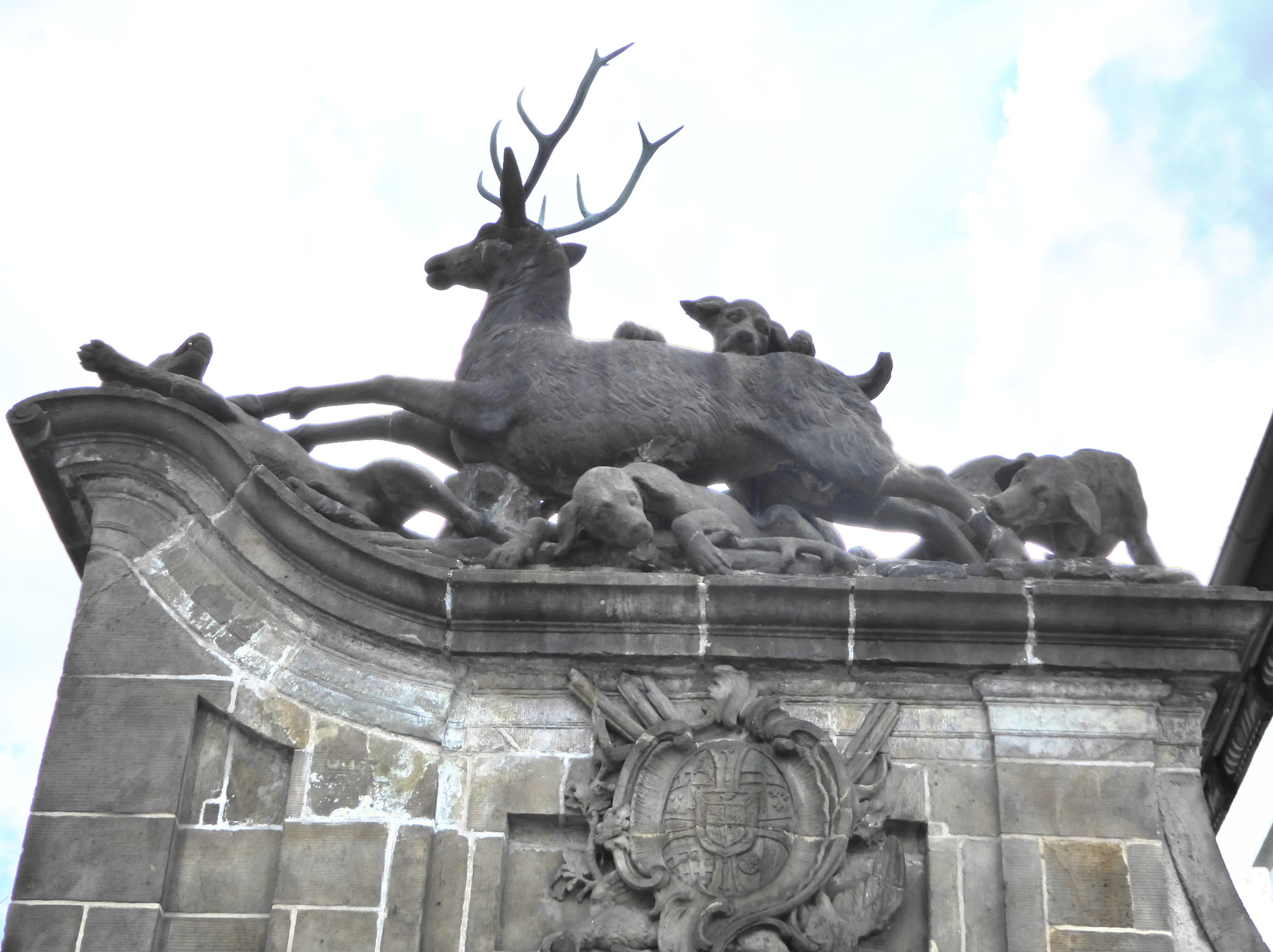

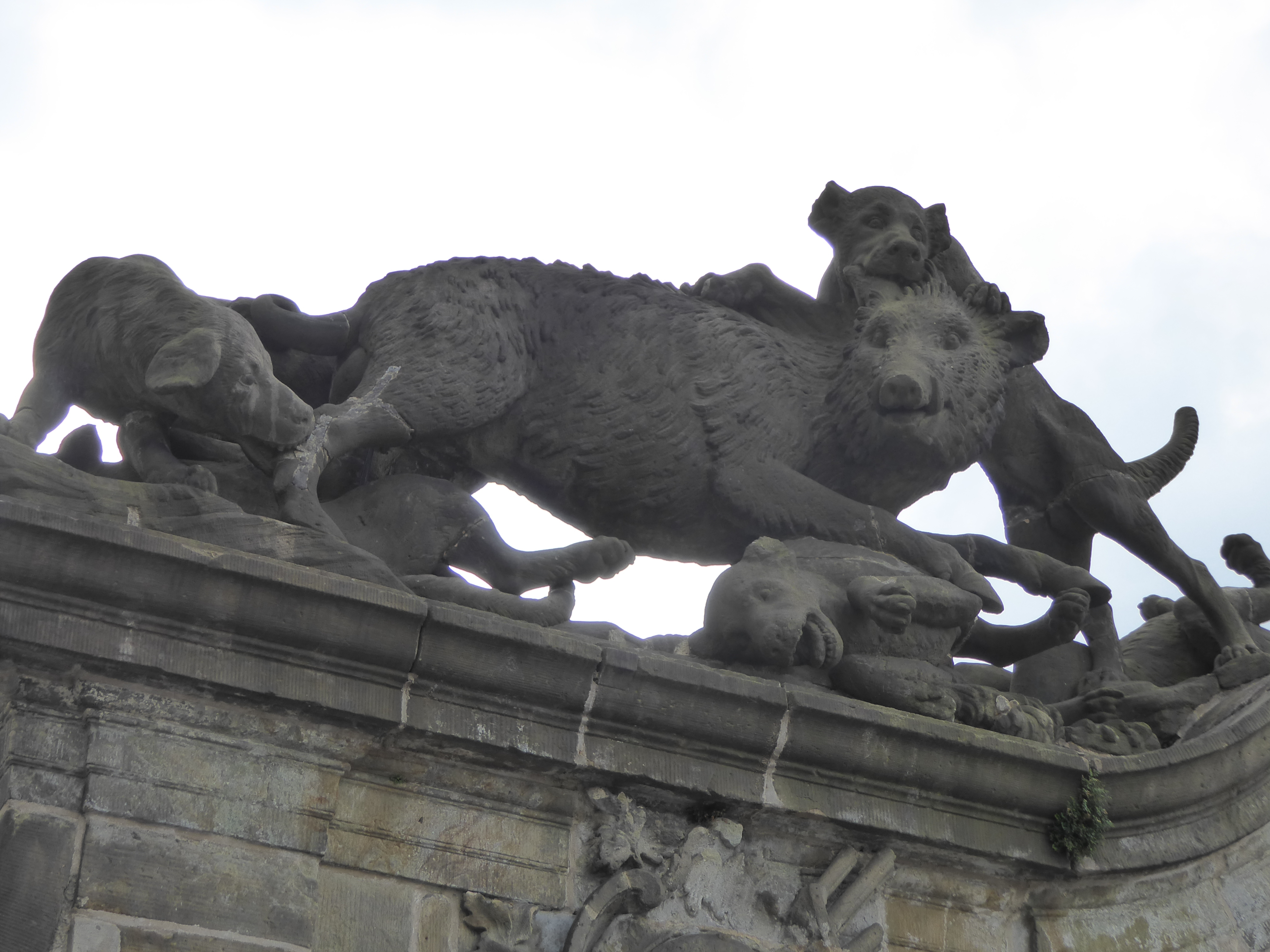

Die auf Clemens August folgenden Kurfürsten hatten wenig Interesse an der Jagd, so dass das Schloss vernachlässigt wurde. Im Jahr 1788 war es außerdem durch einen Brand stark beschädigt worden. Nach dem Übergang des kurkölnischen Herzogtums Westfalen an das Großherzogtum Hessen fiel das Schloss 1802 an den Staat. Die schon verfallende Anlage wurde auf Abbruch verkauft. Dies dauerte bis 1810. Erhalten blieb nur das Tor. Sein historischer Wert wurde von Karl Friedrich Schinkel 1822 erkannt. Er zählte es im Zuge einer ersten Inventarisierung von Denkmälern in der nun preußischen Provinz Westfalen zu den Meisterwerken der Kunst. „Unter den ersteren gehört die Bildhauerarbeit auf dem Hofthore des ehemaligen Jagdschlosses zu Hirschberg, zwey, jedoch schon sehr beschädigte Gruppen der hohen Jagd vorstellend, welche vorzüglich gelungene Werke des Meißels wohl eine Erhaltung verdienen.“ Die 1824 veröffentlichte Denkmalinventarisierung führte dazu, dass der Landrat Franz Anton Thüsing auf das Tor aufmerksam wurde. Er schlug vor das Tor in Hirschberg abzubauen und in Arnsberg wieder aufzubauen. Das erwies sich aus finanziellen Gründen als schwierig. Hinzu kam, dass in Arnsberg über den Aufstellungsort debattiert wurde. Letztlich folgte die königliche Genehmigung der Argumentation der Oberbaudeputation. Dieses sah vor einen Bau zwischen Prälatur und dem eigentlichen Kloster Wedinghausen wegen der Brandgefahr abzureißen und an dieser Stelle das Tor einzusetzen. Gleichzeitig diente es der Verschönerung des neuen Klassizismusviertels. Die Einnahmen für das auf Abbruch verkaufte Gebäude trugen zur Finanzierung des Vorhabens bei. Dies war nötig, da nur ein Teil der nötigen Summe durch Spenden aufgebracht werden konnte. Die königliche Regierung beteiligte sich mit 56 Talern und Oberpräsident Ludwig von Vincke mit 25 Talern. Der Aufbau erfolgte 1826. An einigen Steinen ist heute noch die Nummerierung zu sehen, die beim Abbau angebracht wurde. Nach dem Neubau des Gymnasiums Laurentianum bildet das Tor auch den Zugang zur Schule. Eine Gedenktafel am Tor von 1893 erinnert an das 250-jährige Bestehen der Schule. "Durch Gottes Guete, die Schule bluehte, Magister und Scholar, Zweihundert Fuenfzig Jahr."
Am Tor befindet sich auch eine ursprünglich an der Klosterkirche angebrachte Gedenktafel die an das Ende der Belagerung der Stadt durch Eberhard Beckermann während des Dreißigjährigen Krieges erinnert. „N(ota) B(ene) A(nn)o 1634 11. july Durch Blitz und Regen, hat Gottes Segen In St. Norberti Nacht, den Beckermann verjagt“
Im Jahr 1958 erfolgte eine Instandsetzung. Eine weitere Restaurierung erfolgte 1988. In den letzten Jahren kam es zum Herabfallen von Teilen des Figurenschmucks auch wies das Mauerwerk Schäden auf. Daher war eine neuerliche Restaurierung nötig, die 2023 abgeschlossen wurde. Diese wurde auch durch eine Crowdfundingkampagne des Vereins der Eichholzfreunde ermöglicht. Im Mai 2023 war das Tor Denkmal des Monats in Westfalen-Lippe.
Eine Replik des Tores befindet sich am ursprünglichen Standort in Hirschberg.